# Arthur Cayley
Arthur Cayley, född 16 augusti 1821, död 26 januari 1895, var en brittisk matematiker som främst verkade inom algebra. Han arbetade bland annat med att systematisera matrisräkning.
Cayley var ursprungligen advokat men övergick senare till studiet av matematik och blev 1863 professor i matematik i Cambridge. Redan 1845 började han publicera sina arbeten över invarianter, och han ses som den algebraiska invariantteorins egentlige grundläggare. Tillämpningar av denna teori har gjorts av Cayley och andra inom geometrin för studier av de högra algebraiska kurvorna. Ett av Cayley angivet sätt att definiera avstånd har spelat stor roll i den icke-euklideiska geometrin. Han har fått bland annat Cayleys sats och Cayley-Hamiltons sats uppkallade efter sig.